# Терентьєва Валентина
Тере́нтьєва Валенти́на — українська актриса, відома за виступами в Театрі Миколи Садовського у Києві, Державному театрі УНР у Кам'янці-Подільському.

## Загальні відомості
В Театрі Миколи Садовського грала молодиць і гранд-дам.
1919 року, переїхавши з Миколою Садовським та вірними йому членами колективу театру спочатку до Вінниці, а згодом до Кам'янця-Подільського, увійшла до трупи Державного театру УНР.

## Ролі
- Марта («Недоросток» С. Васильченка)
- Сластьониця, Афіна-Паллада («Енеїда» М. Лисенка за І. Котляревським)
- Каштелянова («Мазепа» Ю. Словацького)